# Madīnat asch-Schamāl
Madīnat asch-Schamāl (arabisch مدينة الشمال, DMG Madīnat aš-Šamāl) ist die Hauptstadt der katarischen Gemeinde asch-Schamal.

## Geographie
Die Stadt liegt über 100 Kilometer nördlich der Landeshauptstadt Doha. Im Osten grenzt sie an die Stadt ar-Ruʼays und im Westen an Abu Dhalouf.

## Geschichte
Zu Großteilen des 20. Jahrhunderts waren ar-Ru'ays und Abu Dhalouf die größten Orte an der Nordküste. In den früheren 1970er Jahren entwickelte die katarische Regierung dann jedoch Madīnat asch-Schamāl zwischen diese beiden. Zusätzlich dazu wurden in den folgenden Jahren dann noch ein Straßensystem gebaut, um die drei Orte miteinander zu verbinden. Der Ort startete dann mit 50 Häusern im Jahr 1976, welche in den 1980er und 1990er Jahren sukzessive ergänzt wurden.

## Sport
Ganz im Osten der Stadt befindet sich der Sportkomplex des al-Shamal SC inklusive des dazugehörigen al-Shamal-SC-Stadion, welches in Form eines traditionellen Forts gestaltet ist. Zudem befindet sich noch das al-Shamal-Stadion wiederum ganz im Westen der Stadt.

## Galerie

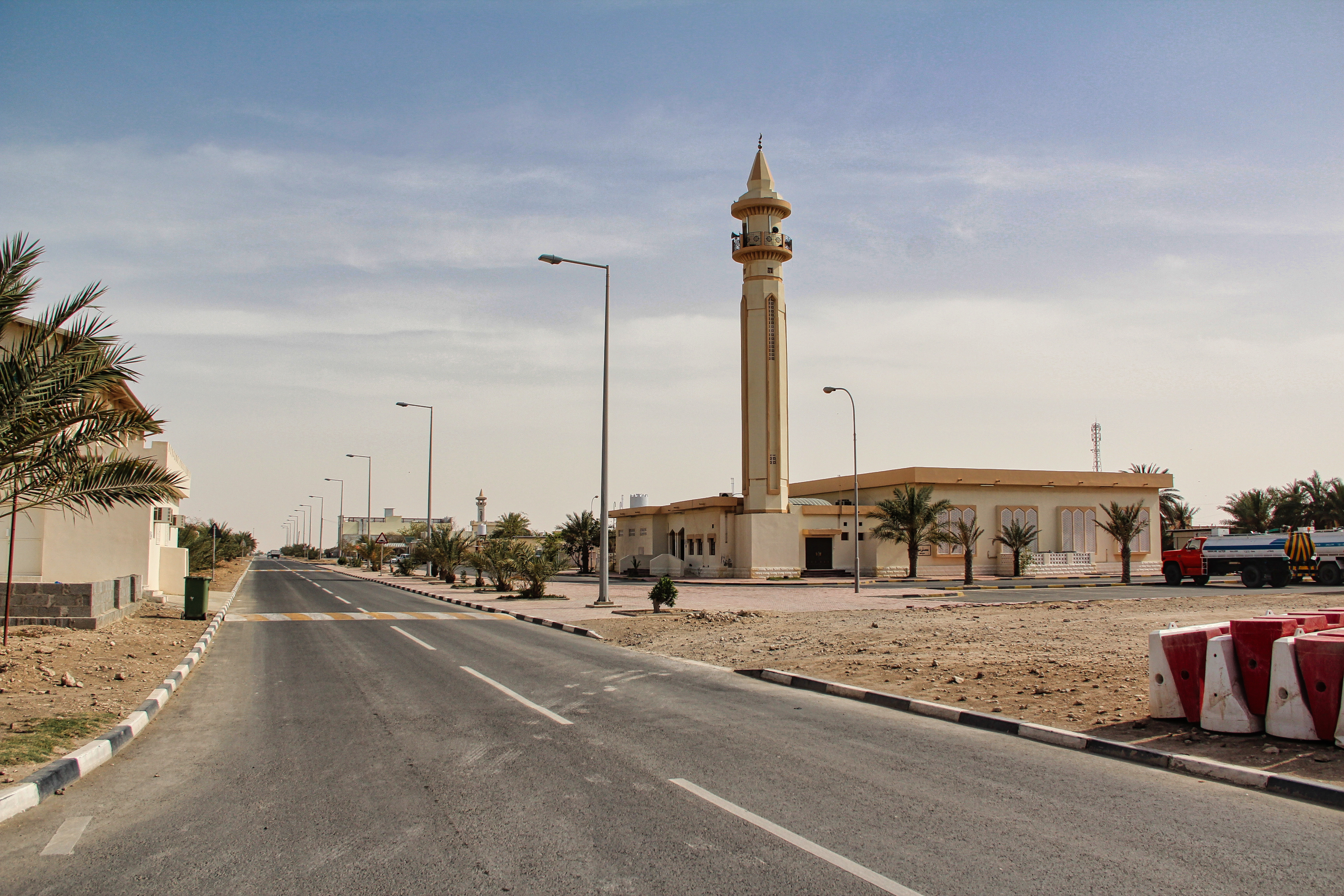
al-Imam-Malik-Moschee
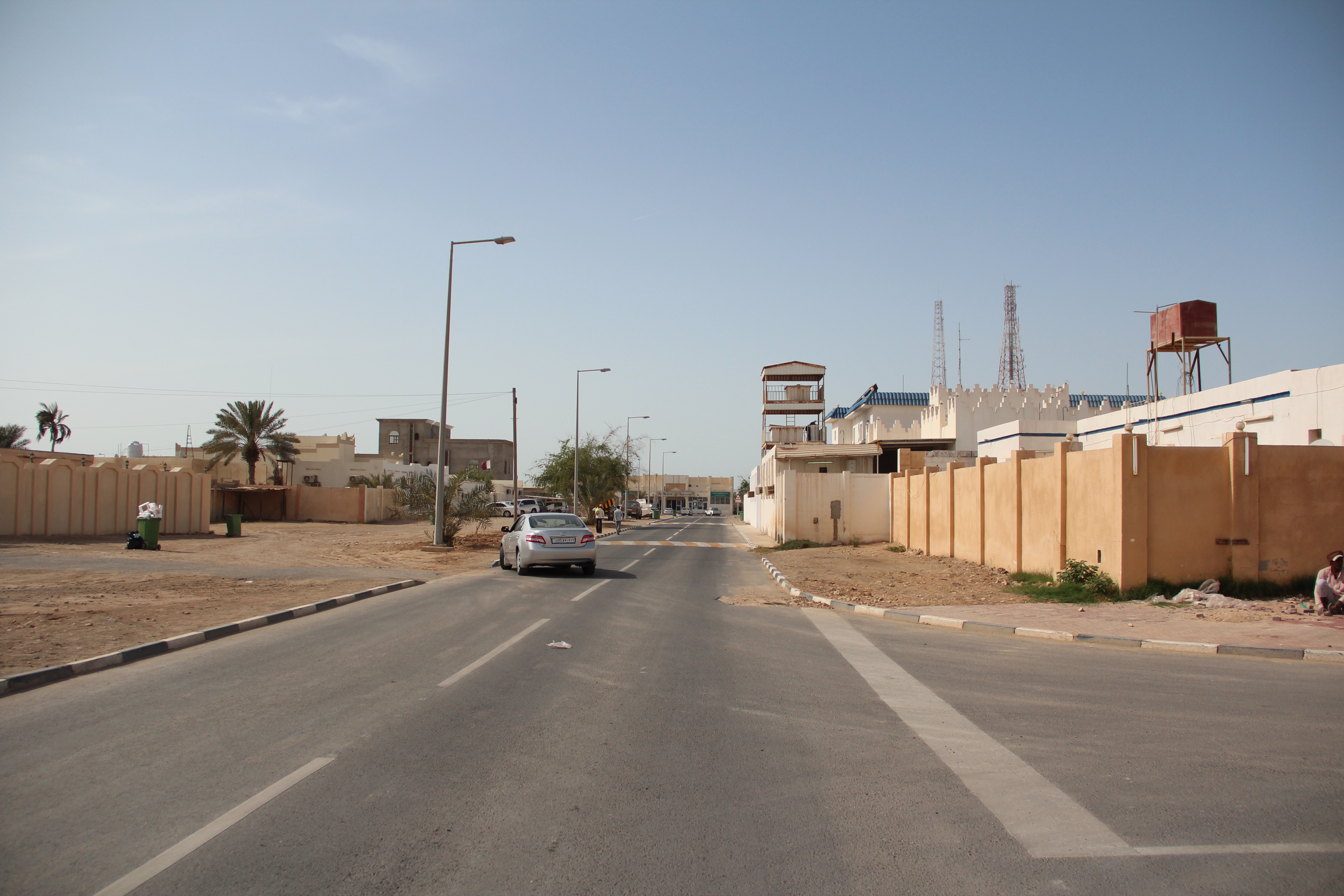
Blick auf das al-Meera Supercenter an der Mesaika Street von der al-Baratha-Straße.
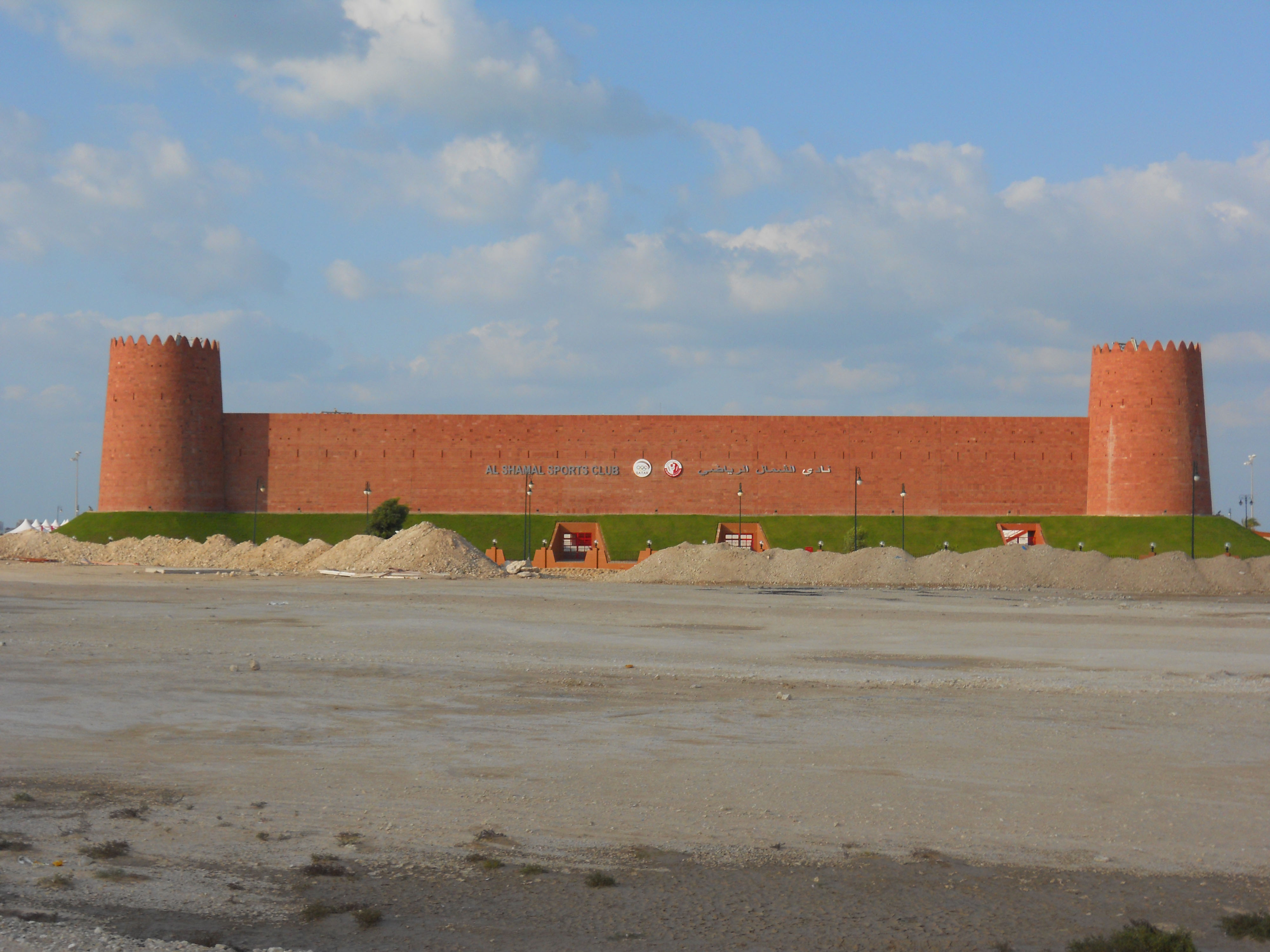
al-Shamal SC Stadion